# 大阪工業大学ロボティクス&デザイン工学部・大学院ロボティクス&デザイン工学研究科
大阪工業大学ロボティクス&デザイン工学部（おおさかこうぎょうだいがくろぼてぃくす&でざいんこうがくぶ、Faculty of Robotics and Design）は、大阪工業大学に設置されているロボット工学と空間デザイン関連の学部。
また、大阪工業大学大学院ロボティクス&デザイン工学研究科（おおさかこうぎょうだいがくろぼてぃくす&でざいんこうがくけんきゅうか、Graduate School of Robotics and Design）は、大阪工業大学大学院に設置されている研究科。
ロボット工学、システムデザイン工学、空間デザインの学科や研究専攻が設置されている。

## 沿革
- 1949年　1922年（大正11年）に開校した関西工学専修学校（のちに関西高等工学校、関西高等工業学校、摂南工業専門学校へと遷移）が学制改革により、摂南工業大学に昇格。工学部第I部、第II部に土木工学科、建築学科、電気工学科を設置。同年に、大阪工業大学へ改称。法人名を財団法人大阪工業大学（のちに学校法人大阪工大摂南大学、学校法人常翔学園へと遷移）と改称
- 1965年（昭和40年）大阪工業大学に工学研究科を設置
- 2006年（平成18年）工学部を改組。昼夜開講制での募集を停止し、空間デザイン学科を増設
- 2010年（平成22年）工学部にロボット工学科を増設。大学院工学研究科に空間デザイン学専攻博士課程を増設
- 2014年（平成26年）ロボティクス＆デザインセンター（RDC）開設
- 2017年（平成29年）大学院ロボティクス&デザイン工学研究科ロボティクス&デザイン工学専攻（博士前期・後期課程）を増設。メカトロニクスコース・システムデザインコース・建築デザインコース／プロダクトデザインコースを開設。ロボティクス＆デザイン工学部を増設し空間デザイン学科、ロボット工学科を同学部に移行、システムデザイン工学科を開設。工学部の空間デザイン学科、ロボット工学科の募集は停止。
- 2020年（令和2年）メカトロニクスコースをロボティクスコースに名称変更

## 学部組織
ロボティクス&デザイン工学部
- ロボット工学科
- システムデザイン工学科
- 空間デザイン学科

## 大学院
ロボティクス&デザイン工学研究科
- ロボティクス&デザイン工学専攻（博士前期課程/博士後期課程）
  - ロボティクスコース
  - システムデザインコース
  - 建築デザインコース／プロダクトデザインコース